# Jan Strube
Jan Strube (Amsterdam, 20 september 1892 – Lies, 9 november 1985) was een Nederlands kunstschilder. Het grootste deel van zijn leven heeft hij in Noord-Brabant gewoond.

## Levensloop

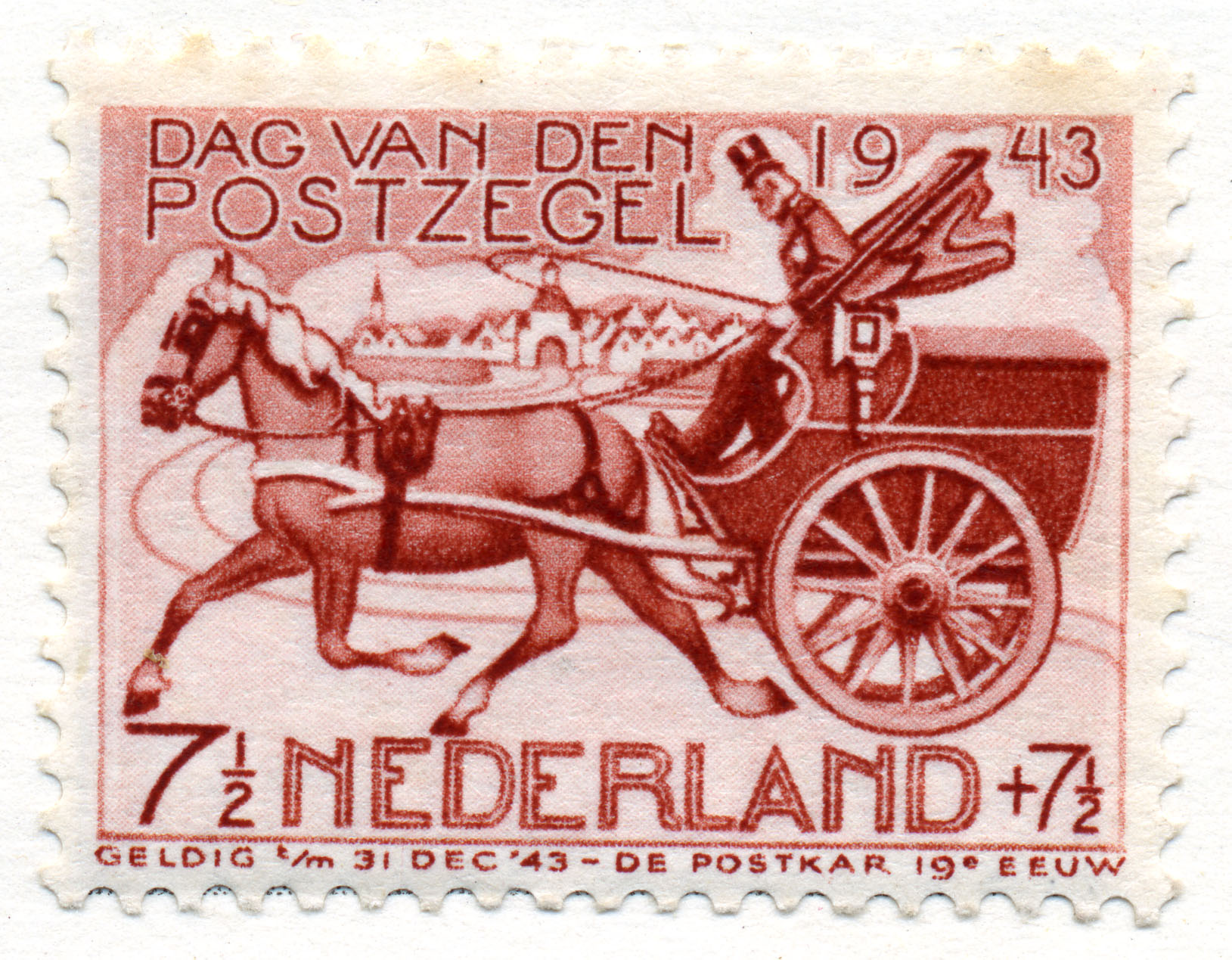
Postzegel (1943) ontworpen door Jan Strube

Na de ambachtsschool, waar hij tot huisschilder werd opgeleid, volgde Strube de Quellinusschool, een schilder- en tekenschool die de voorloper was van de Rietveld Academie. Rond 1911 bezocht Strube voor het eerst Breda. Strube hield van de stad, van het Brabantse platteland en van de timmermansdochter Dina Bogers uit het kerkdorpje Leur.
In 1917 trouwde hij met Bogers. Het jonge paar vestigde zich in Amsterdam. Kort daarna moest Strube onder de wapenen vanwege de mobilisatie. Hij werd gelegerd in het fort Kudelstaart bij Amsterdam. Tijdens zijn militaire dienst kregen zij hun eerste dochter Greta.
Na de mobilisatie werd Strube lid van de kunstenaarsclub De Onafhankelijken en later ook van Arti et Amicitiae.
In de vroege twintiger jaren verhuisde het echtpaar naar Brabant en vestigden zij zich in een houten huisje aan de rand van het Liesbos. Daar probeerde Strube het hoofd boven water te houden met zijn litho's, tekeningen en houtsneden. Na enkele jaren vertrokken zij weer naar Amsterdam, waar het culturele klimaat gunstiger was. Toch bleef Brabant hen trekken en na de geboorte van dochter Sonja, in 1927 in Amsterdam, kwamen ze terug in hun houten huisje, nu voorgoed.
In 1933 richtte Strube samen met de kunstenaars Gerrit de Morée, Dio Rovers en Paul Windhausen de Bredasche Kunstkring op. Strube werd een bekende figuur in en om Breda en kreeg steeds meer opdrachten.
In de Bredase koepelgevangenis gaf hij les aan de Duitse oorlogsmisdadiger Ferdinand aus der Fünten.
Hij werd vooral bekend vanwege zijn vele litho's met als onderwerp het Brabantse boerenleven. Maar ook de Grote Kerk van Breda, het Begijnhof en het haventje van Leur waren regelmatig terugkerende onderwerpen. Behalve de Brabantse en stadse tafereeltjes maakte Strube ook stillevens in olieverf. Als hij op 93-jarige leeftijd overlijdt laat hij een enorm oeuvre na.
In 2007 verscheen een boek over zijn leven en zijn werk van de hand van Anton Joosen. De stichting Vrienden van Jan Strube houdt zijn artistieke nagedachtenis in ere en organiseert regelmatig exposities, kunstveilingen en lezingen over deze bijzondere "Amsterdamse Brabander". Ook geeft de stichting zo nu en dan kunstkalenders en kunstkaarten uit.
- Biografisch Portaal: 60434431
- International Standard Name Identifier: 0000 0003 9083 1547
- Nederlandse Thesaurus van Auteursnamen: 07215845X
- RKD-Nederlands Instituut voor Kunstgeschiedenis: 75828
- Virtual International Authority File: 284516687
- WorldCat: E39PBJw8WJ3X9Fp48fPGXtqYT3